# Киберкорпорация
Киберкорпорация — организация, в которой практически все важные бизнес-процессы и взаимосвязи заказчиков, поставщиков и сотрудников реализованы в электронной форме и управление основными корпоративными ресурсами также осуществляется в электронной форме.
В состав киберкорпорации входят наряду с обычными структурами, такие структуры, как виртуальные офисы и другие информационные структуры.
Киберкорпорация приспособлена для существования в электронной экономике. К 2003 году общий объем рынка электронной коммерции США составил 1,4 трлн. долл., из которых 1,3 трлн. долл. приходится на операции «бизнес — бизнес» и 100 млрд. долл. — на сделки типа «бизнес — потребитель».